# 26.000 gezichten
26.000 gezichten is een Nederlandse serie korte televisiefilmpjes, geproduceerd door de gelijknamige stichting en uitgezonden door de VARA, NPS, VPRO en enkele regionale omroepen.
De serie bestaat uit 99 korte portretten (2,5 minuut) van uitgeprocedeerde asielzoekers, die onder de "oude Vreemdelingenwet" van vóór 1 april 2001 vallen. Initiatiefnemers van het project 26.000 gezichten waren documentairemaakster Hedda van Gennep en filmmaker en psychotherapeut Joost Bosland.
Voor Z@ppelin, het kinderblok van Nederland 3, werd ook een serie portretten gemaakt van asielzoekerskinderen. Deze werd uitgezonden door de NPS en VPRO.
In 2006 bracht de stichting een boek uit met 30 foto's en verhalen van de eerder geportretteerde asielzoekers.
In de zomer van 2005 brachten HP/De Tijd en De Telegraaf verhalen waarin werd gesteld dat in vier onderzochte gevallen weinig klopte van het vluchtverhaal; zij kregen daarvoor onder meer in opdracht van toenmalig minister Verdonk vertrouwelijke informatie van de IND. Bij nader inzien bleek slechts een verhaal niet betrouwbaar; de overige drie asielzoekers(gezinnen) werden gerehabiliteerd (overigens niet in de betrokken media) en vielen onder het Generaal Pardon dat, mede dankzij dit project en de landelijke actie van Een Royaal Gebaar, in februari 2007 in werking trad.
Vanaf 19 december 2020 is er door de oorspronkelijke initiatiefnemer psychotherapeut Joost Bosland samen met Interakt productions een vervolg gemaakt: 26.000 Gezichten - 15 jaar later. Aanleiding is de slechte rechtspositie van minderjarige asielzoekers. Met de website 26000gezichten.com en daarop getoond negen nieuwe films, wil 26.000 Gezichten dit keer specifiek aandacht vragen voor de lange wachttijden in asielprocedures, waardoor kinderen en jongeren lang in onzekerheid blijven. Zij wortelen wel in Nederland, gaan hier naar school en integreren. Deze lange onzekerheid geeft veel angst en stress, waardoor de sociale en emotionele ontwikkeling van deze kinderen volgens vele deskundigen wordt geschaad. In de negen nieuwe films is gekeken hoe het nu met kinderen uit de oorspronkelijke korte portretten gaat. Deze verhalen zijn stuk voor stuk getuigenissen van de enorme veerkracht die kinderen hebben. De verhalen vormen krachtige rolmodellen voor kinderen die anno nu in AZC's op een besluit wachten over de asielaanvraag van hun ouders.